# Веретынский, Константин Сергеевич
Константин Сергеевич Веретынский (бел. Канстанцін Сяргеевіч Вератынскі; род. 23 марта 2006, Пинск, Брестская область) — белорусский футболист, вратарь клуба «Энергетик-БГУ».

## Карьера
Выпускник футбольной Академии АБФФ. В августе 2022 года футболист перешёл в «Энергетик-БГУ», где стал выступать за дублирующий состав. В начале 2023 года был переведён в основной состав клуба. Дебютировал за клуб 27 мая 2023 года в матче против брестского «Динамо», выйдя на замену на 55 минуте. Футболист смог быстро закрепиться в основной команде столичного клуба, проведя почти все матчи второй половины сезона. Завершил сезон футболист на итоговом предпоследнем месте в чемпионате, отправившись в стыковые матчи за сохранение прописки. По итогу стыковых матчей футболист вместе с клубом уступил «Витебску» и вылетел в Первую лигу.
В декабре 2023 года футболист приступил к подготовке к новому сезону в рамках Первой лиги.

## Международная карьера
В сентябре 2021 года вместе с юношеской сборной Беларуси до 16 принял участие в товарищеских матчах против Турции. В феврале 2022 года вместе со сборной принимал участие в Кубка Развития. В октября 2022 года футболист отправился на квалификационные матчи юношеского чемпионата Европы до 17 лет. Дебютировал за сборную 20 октября 2022 года в матче против сверстников Норвегии. В ноябре 2022 года футболист вместе со сборной официально вышел в основной этап квалификаций юношеского чемпионата Европы, заняв итоговое третье место в группе.